# Izajasz II (ormiański patriarcha Jerozolimy)
Izajasz II (ur. ?, zm. ?) – w latach 1391–1394 ormiański Patriarcha Jerozolimy.